# Das Bild (Roman)
Das Bild ist ein Roman des US-amerikanischen Autors Stephen King aus dem Jahr 1995.

## Handlung
Im Roman Das Bild – Rose Madder vom amerikanischen Bestseller-Autor Stephen King steht eine misshandelte Frau namens Rose McClendon im Mittelpunkt, die seit ihrem achtzehnten Lebensjahr mit einem gewalttätigen Cop namens Norman Daniels verheiratet ist. Schon in ihrer Hochzeitsnacht sieht sie sein wahres Gesicht, denn er beißt ihr in die Schulter, so fest, dass sie blutet. Norman „redet mit ihr immer aus der Nähe“, das bedeutet, dass er ihr Schmerzen zufügt und sie misshandelt. Er sucht und findet immer einen Grund, seine Wut an ihr auszulassen, so z. B., wenn in seinem Hemd nur eine Falte ist oder sie nur einmal vergessen hat, das Bett zu beziehen. Dann „spricht er mit ihr aus der Nähe“, wie er es metaphernhaft ausdrückt, wenn er sie brutal schlägt. Nach einer solchen Prügelattacke erleidet Rose eine Fehlgeburt, was ihr Mann nur lakonisch kommentiert, sie könne ja wieder schwanger werden. Fast noch schlimmer ist eine grausame Misshandlung, die er ihr mit einem Tennisschläger antut. Er versteht es als Polizist sehr gut, ihre Verletzungen als Folge von Unfällen auszugeben, und weiß, dass er vor Strafverfolgung sicher ist, da kein Kollege gegen ihn ermitteln würde, und Rose hat ohnehin nicht den Mut, den Ärzten die Wahrheit zu sagen.
Nach 14 Jahren Ehehölle und nachdem sie beim Überziehen der Betten einen kleinen roten Blutstropfen auf dem Kopfkissen entdeckt, findet Rose spontan die Kraft und den Mut, von ihrem gewalttätigen Ehemann zu fliehen. Als er im Dienst ist, entwendet sie ihm seine Kreditkarte und begibt sich völlig verängstigt zum Busbahnhof. Nachdem sie eine Fahrkarte zu einer über 1300 Meilen entfernten Stadt erwirbt, wirft sie die Karte sicherheitshalber in den nächsten Papierkorb, damit sie nicht in Versuchung gerät und am Ankunftsort nicht durch unbedachtes Abheben von Geld lokalisiert werden kann. Am Ankunftsort entdeckt sie einen Infostand mit einem Schild, auf dem „Hilfe für Reisende“ steht. Dem dortigen Bediensteten, einem Mann namens Peter Slowik, erzählt sie ihre Lebensgeschichte, worauf dieser ihr ein Kärtchen mit der Adresse eines Frauenhauses gibt, das sich „Daughters & Sisters“ nennt. Sie findet dort Unterschlupf und lernt langsam wieder Selbstvertrauen zu entwickeln und ihre Freiheit zu genießen. Nach ein paar Wochen findet sie sogar einen Job in einem Hotel, sodass sie für sich selbst sorgen kann.
Eines Tages betritt sie ein Pfandhaus, in dem sie ihren Ehering gegen ein Bild für die Ausstattung eines eigenen Zimmers eintauschen möchte. Dort erlebt sie dann ihre erste Enttäuschung, als ihr der Inhaber, Bill Steiner, mitteilt, dass der Stein in dem Ring nicht echt ist. Als sie sich umsieht, entdeckt sie dort zufällig ein Bild, das sie sofort anspricht und mit dem Namen Rose Madder signiert ist. Es handelt sich um ein Landschaftsgemälde, auf dem die Rückseite einer Frau in einem roten Kleid zu sehen ist. Rose fragt sich instinktiv, ob es ein Zufall sei, dass die Malerin denselben Vornamen wie sie trägt, und irgendwas sagt ihr, dass die Frau auf dem Bild Rose Madder selbst ist. Obwohl der Ring nicht sehr wertvoll ist, kann sie ihn bei Bill Steiner, der sich langsam in sie verliebt, gegen das Bild eintauschen. Überglücklich verlässt sie das Pfandhaus, und als sie wieder auf der Straße ist, wird sie unvermittelt von einem Mann namens Rob Lefferts angesprochen, der ihr ein kleines Buch in die Hand drückt und sie bittet, einige Passagen daraus vorzulesen. Er ist derartig verzückt von ihrem Vorlesetalent, dass er ihr spontan einen Job bei einem Verlag anbietet.
Ihr Mann Norman ist derweil befördert worden, da durch seine Mithilfe ein Drogenring gesprengt wurde. Keiner seiner Kollegen ahnt, dass er nicht nur ein brutaler Ehemann, sondern auch ein Mörder ist, da er erst kurz zuvor eine Prostituierte erdrosselte, weil sie ihm für einen kurzen Moment wie seine Frau Rose erschien. Was seinen Hass auf seine Frau noch steigert, ist der Umstand, dass sie ihn einfach verließ und auch noch seine Kreditkarte entwendete. Und beides war für ihn sein Eigentum. Als mit seiner Karte Geld abgehoben wurde, hat er eine heiße Spur, die ihn direkt zu einem Obdachlosen führt. Norman, der so viel Kraft in den Händen hat, dass er mit seinen Fingern sogar einen Tennisball aufbrechen kann, findet bald die Identität des jungen Mannes heraus, der die Karte benutzte, und nachdem er ihm auf einer Parkbank den Hoden quetscht, gibt dieser zu, sie in einem Müllbehälter am Bahnhof gefunden zu haben. Jetzt hat er die ersehnte Spur, auf der er aufbauen kann. Er fährt zum Bahnhof und dort erhält er vom Ticketverkäufer Oliver Robbins die Information, wohin der Bus mit seiner Frau fuhr. Sofort macht er sich auf den Weg dorthin. Als er am Zielort eintrifft, entdeckt er den Hilfeschalter und er nimmt folgerichtig an, dass sich Rose an den dortigen Mitarbeiter gewandt hatte. Er erfährt Slowiks Namen und Adresse und beschließt erst einmal, ein Hotelzimmer zu nehmen. Am nächsten Tag sucht er Peter Slowik auf, den er in seinen eigenen Keller zerrt und so lange foltert, bis er alle Informationen bezüglich des Aufenthaltsortes seiner Frau erhält. Peter Slowik überlebt die Folter nicht und Norman wird klar, dass er während seiner Raserei derart viele forensische Spuren hinterließ, dass die örtliche Polizei bald auf ihn als Täter kommen wird. Doch das ist ihm inzwischen egal. Als er einen Friseur aufsucht und dieser ihm nicht zügig genug die Haare schneidet, wird er spürbar wütend und spielt mit dem Gedanken, ihn ebenfalls zu töten. Nachdem er jedoch sieht, dass dieser gute Arbeit geleistet hatte, entschuldigt er sich in einem überraschenden Anfall letzter Menschlichkeit bei dem Mann und gibt ihm ein großzügiges Trinkgeld.
Rose kehrt derweil in das Frauenhaus zurück, wo die dort beschäftigte Nahkampftrainerin Gertrude Kinshaw einer neu hinzugekommenen Frau gerade Techniken zur Selbstverteidigung beibringt. Rose berichtet begeistert von den neuen Entwicklungen und zeigt das Bild, welches sie für ihren Ring erhielt. Anna Stevenson, mit der sie sich angefreundet hatte, hat noch eine gute Nachricht für sie. Sie fand ein Zimmer für Rose, das sie gleich am nächsten Tag beziehen kann. Nachdem sie es mit ihren wenigen Mitteln ausgestattet hat, weiß sie immer noch nicht, wohin sie das Bild hängen soll. Als sie darauf zugeht, entdeckt sie irritiert, dass sich das Bild augenscheinlich verändert hatte. Die Landschaft darauf erscheint ihr plötzlich viel größer und lebensechter als zuvor. Dann wird sie durch ein Klopfen an der Tür aus ihren Gedanken gerissen. Bill Steiner, der Inhaber des Pfandhauses, steht mit einem großen Blumenstrauß vor der Tür und bleibt erschrocken stehen. Rose hält eine große und schwere Konservendose in der Hand, für den Fall, dass ihr Mann vor der Tür stehen könnte. Rose erzählt ihm außer dem Namen nichts über ihren Mann, aber Bill ahnt sofort, dass sie auf der Flucht vor ihm ist. Rose lässt sich von Bill zum Essen ausführen und verliebt sich dabei in ihn. Er überredet sie zu einem Picknick am folgenden Samstag, dem sie sofort zustimmt. Dann erinnert sie sich aber, dass an jenem Samstag das alljährliche Picknick von Daughters & Sisters stattfindet, bei dem sie helfen soll. Bill bietet ihr an, sie dorthin zu begleiten, worauf sie sofort zustimmt. Als er sie wieder nach Hause bringt, glaubt Rose, dass sich das Bild erneut verändert hätte, und langsam beginnt sie an ihrem Verstand zu zweifeln. Sie legt sich ins Bett und glaubt plötzlich das Zirpen von Grillen, begleitet von einem Donnergrollen zu hören. Außerdem riecht es nach frisch gemähtem Gras. Dann fallen ihr die Augen zu.
Am nächsten Tag besucht Rose ein Café, nachdem ihre Vorlesung ein voller Erfolg war und ihr vom Verlag ein hoch dotierter Vertrag angeboten wurde. Glücklich darüber hat sie keine Ahnung, wie knapp sie ihrem Mann dabei entging. Dieser sah sie, als er an dem Café vorüberging, aber da sie stark an Gewicht verloren und ihre Haare gefärbt hatte, erkannte er sie nicht und ging an ihr vorbei. Als sie kurz darauf zuhause ankommt, findet sie eine lebende Grille und kurz darauf zwei weitere bereits tote Grillen, von denen sie sich nicht erklären kann, wie diese in ihr Zimmer gelangen konnten. Sie liegen direkt unter dem Bild, und als Rose es abnimmt, entdeckt sie einen Spalt auf der Rückseite, den sie mit einem Messer erweitert. Weitere Grillen sowie Ameisen und Gras fallen aus dem Spalt und sogar Dung von einem äsenden Pferd. Bevor sie sich fangen kann, läutet das Telefon und Anna Stevenson teilt ihr mit, dass jemand Peter Slowik brutal ermordet hat. Sie ahnt sofort, wer nur dahinterstecken kann, und ruft Bill Steiner an. Sie rät ihm, sich von ihr fernzuhalten, da sie ihm aber nichts von Norman erzählt, versteht er es nicht. Als sie eine Vorlesung früher beendet, wartet vor dem Studio bereits Bill auf sie und Rose entscheidet sich dazu, ihn einzuweihen. Als er aber weiter zu ihr steht und sein Angebot erneuert, sie zu dem Picknick zu begleiten, ist sie überglücklich.
Am Abend unterhält sie sich mit ihrer Nachbarin Anna Stevenson, deren Mann kürzlich auch ermordet wurde. Aufgewühlt durch das Gespräch, kann sie lange nicht einschlafen. Als sie es dennoch schafft, erwacht sie bereits kurze Zeit später wieder und sieht erstaunt, wie sich ihr Bild, das an der Wand lehnt, nun über deren gesamte Breite ausgeweitet hat. Ein Wind bläst ihr von dort entgegen und wie in Trance geht sie auf das Bild zu und betritt es schließlich. Als sie sich umsieht, erwartet sie ihr Zimmer zu sehen, stattdessen sieht sie mitten in der Landschaft, in der sie sich nun befindet, lediglich eine Staffelei mit einem Bild darauf, auf dem ihr Zimmer zu sehen ist, und sich selbst, wie sie es gerade verlässt.
Dann wird sie plötzlich von einer Frau angesprochen, die sie eindringlich davor warnt, Rose Madder direkt in die Augen zu sehen, da sie verrückt sei. Rose Madder hingegen deutet auf einen Tempel, in dem sich ein Labyrinth befindet, und gibt ihr den Auftrag, ihr Baby vor einem Stier dort zu retten, da sie das Labyrinth nicht selbst betreten könne. Dann warnt sie Rose Madder noch vor einem Baum, der sich im Labyrinth befindet, dessen Früchte sie aber unter keinen Umständen essen dürfe. Seine Samen müsse sie jedoch vom Boden aufheben und gut aufbewahren. Ebenso würde sie auf einen Bach treffen, aus dem sie aber weder trinken noch sonst wie mit ihm in Berührung kommen dürfe. Sie müsse ihn unbedingt auf den darin liegenden Steinen überqueren. Ansonsten würde sie alles vergessen, was sich in ihrem Leben jemals abspielte. Aber vor allem müsste sie sich vor dem Stier darin in Acht nehmen. Dieser würde Erinyes genannt und sofort ihr Menstruationsblut wittern. „Ich vergelte es“ sind die letzten Worte, die Rose von ihr hört, bevor sie den Tempel betritt.
Sofort überfallen sie verstörende Visionen, wie etwa Normans Gesicht, das sie zu verfolgen scheint. Dennoch geht sie weiter und stößt auf den Bach, von dem ihr Rose Madder erzählte, und sofort überfällt sie quälender Durst. Doch durch den Gedanken an die Liebe zu Bill kann sie der Versuchung, aus ihm zu trinken, widerstehen. Als sie weitergeht, kommt sie in einen Garten, in dem alles wie abgestorben scheint, bis auf einen einzigen Baum, und Rose weiß sofort, dass es jener ist, vor dem Rose Madder sie gewarnt hatte. Sie sammelt die Samen, die unter ihm liegen, auf und steckt sie ein, wie es ihr geheißen wurde. Schließlich entdeckt sie ein Schild, welches oberhalb einer Treppe aufgestellt ist und auf dem „Labyrinth“ geschrieben steht. Sie steigt die Stufen hinab, bis sie den Eingang erreicht. Als sie das Baby schreien hört, betritt sie es. Nun wird ihr klar, wofür sie die Samen braucht. Alle paar Meter lässt sie einen fallen, damit sie den Rückweg wiederfindet. In der Mitte des Labyrinths findet sie das kleine Mädchen, das sofort seine Ärmchen nach ihr ausstreckt. Dann hört sie das Brüllen des Stiers, doch durch die ausgestreuten Samenkörner findet sie rasch wieder zurück, obwohl ihr der Stier dicht auf den Fersen ist. Oben angekommen übergibt sie das Baby an Rose Madder, obschon ihr nicht wohl bei dem Gedanken ist, das Kind in der Obhut einer Verrückten zu lassen. Doch ihr wird versichert, dass dem Baby nichts geschehen wird. Rose Madder schenkt ihr im Gegenzug ihren goldenen Armreif, den sie am Handgelenk trägt. Dann wird sie durch das Bild zurück in ihr Zimmer geschickt, wo sie sich sogleich ins Bett legt und einschläft. In ihren Träumen kommen immer wieder Erinnerungen zurück, und als sie erwacht, registriert sie verstört, dass sie nackt ist, aber vor allem, dass sich das Bild über Nacht gewaltig verändert hat. Über der vormals grauen Landschaft scheint nun die Sonne und auch an Rose Madder selbst scheint etwas verändert zu sein. Erschrocken nimmt sie das Bild und stellt es in ihren Schrank. Beim Geschäftsessen am Morgen wird ihr ein lukrativer Vertrag angeboten, doch ihre Gedanken schweifen ständig ab und sie denkt an den merkwürdigen Albtraum in der Nacht. Dann fällt ihr plötzlich ein, was sich an Rose Madder verändert hatte. Als sie das Bild erwarb, trug sie einen goldenen Armreif. Dieser war nun auf dem Bild verschwunden. Als sie in ihr Zimmer zurückkehrt, findet sie ihn, zusammen mit einigen Samenkörnern, unter ihrem Bett, und spontan kommen ihr die Worte Rose Madders wieder in den Sinn: „Ich vergelte es.“
Norman weiß, dass er langsam den Verstand verliert und sein bisheriges Leben vorüber ist. Beim Verlassen seines Hotels schnappt er einige Brocken über das Picknick des Frauenhauses auf und beschließt, nun das Finale einzuläuten. Er stiehlt ein Auto und zur Verkleidung besorgt er sich einen Rollstuhl, um sich als querschnittsgelähmter Exsoldat auf dem Picknick unter die Gäste zu mischen. Ebenso erwirbt er einen Elektroschocker und lässt sich zum Schluss von dem Friseur, den er schon einmal besuchte, den Kopf kahl rasieren. So hofft er, Rose beobachten und sie bis zu ihrer Wohnung verfolgen zu können, um sie dort langsam zu Tode zu foltern.
Währenddessen holt Bill Rose am Samstag mit seinem Motorrad ab und sie picknicken an einem See. Rose hat das Gefühl, noch niemals so glücklich gewesen zu sein, und bei einem Spaziergang will Bill ihr etwas ganz Besonderes zeigen. Unter den Wurzeln eines umgestürzten Baumes, der Rose unangenehm an jenen aus ihrem Traum erinnert, liegt eine Füchsin und säugt ihre vier Jungen. Die Füchsin starrt Rose dabei an und lässt sie nicht mehr aus den Augen, sodass sie immer mehr das Gefühl bekommt, Rose Madder starre sie an. Rose bittet schließlich Bill, sie pünktlich zum Picknick von Daughters & Sisters zu bringen.
Norman ist bereits dort, doch trotz seiner Verkleidung wird er von der Kampfsporttrainerin Gertrude Kinshaw erkannt, die sich vornimmt, ihm eine Lektion zu erteilen. Doch zuerst muss sie zur Toilette und trifft dort unerwartet auf Norman, der sich mit seinem Rollstuhl ebenso dahin begab. Es kommt zum Kampf mit Gertrude Kinshaw und er bezieht Prügel von der im Nahkampf ausgebildeten Frau, die trotz allem anschließend ins Krankenhaus eingeliefert werden muss. Norman kann diese Demütigung nur schwer verkraften und sein eigener Geist verdunkelt sich nun endgültig. Als er einen Jungen mit einer Bullenmaske sieht, reißt er sie ihm vom Kopf und zieht sie selber an. Die Maske, einer Comicfigur nachgeahmt, schmiegt sich sofort an sein Gesicht, aber er denkt sich, das sei immer noch besser, als zu früh erkannt zu werden. Es dauert auch tatsächlich nicht lange, da kommt Rose von der Polizeistation zurück, in die sie sich geflüchtet hatte, nachdem sie von dem Vorfall mit Gertrude Kinshaw erfuhr. Als Norman entdeckt, dass sie in Begleitung eines fremden Mannes ist, verfolgt er die beiden bis zu dem Haus, in dem sie nun wohnt. Rasend vor Wut stürzt er sich auf Bill Steiner und kämpft mit ihm. Rose, die auf einmal nur noch Zorn auf ihren Mann verspürt, wirft einen Kleiderständer nach ihm und kann Bill so aus seinem Würgegriff befreien. Mit einem Fußtritt bricht sie Norman die Nase und zerrt den beinahe bewusstlosen Bill in ihr Appartement. Instinktiv hält sie den goldenen Armreif von Rose Madder an das Bild und so betreten ein völlig irritierter Bill und sie erneut das Gemälde.
Norman rennt die Treppe hoch, schlägt die Tür ihres Appartements ein und folgt Rose und Bill in das Gemälde. Dorca, eine Frau, die Rose auch schon bei ihrem ersten Besuch im Gemälde begrüßte, drängt sie, sofort mitzukommen. Dorca weist sie an, ein rotes Kleid anzuziehen und nicht erst lange nach dem Grund zu fragen. Als Rose danach in den Spiegel sieht, erkennt sie, dass sie damit fast zum Ebenbild Rose Madders wurde. Zu Bills Erstaunen reizt sie Norman, indem sie Schmährufe in seine Richtung schleudert und ihn damit bis aufs Äußerste reizt. Dann rennt sie los in den Tempel und ins Labyrinth und lockt Norman hinter sich her. Rose trifft im Labyrinth erneut auf Rose Madder, die ihr den Rücken zuwendet und ihr rät, einige Stufen die Treppe hinabzusteigen, um nicht mit ansehen zu müssen, was nun gleich mit Norman geschieht. Rose befolgt ihre Anweisung, dann stürmt Norman auch schon hinterher und sieht Rose wieder, die dieses Mal vor einem Baum kniet. Sie verspottet ihn erneut, dann wendet sie sich ihm zu. Norman bleibt wie festgefroren stehen, denn unter Rose Madders Haut befindet sich nun eine riesige Spinne, deren Klauen unvermittelt durch den Körper brechen und sich nach ihm ausstrecken. Eine reißt ihm die Zunge aus dem offenen Mund und schließlich hat sich die ganze Spinne aus ihr hervorgearbeitet und fällt über ihn her. Rose hört die langgezogenen Schreie Normans, und als sie wieder hinzusehen wagt, kniet Rose Madder wieder und pflanzt Samen in einen Teil seiner Leiche. Den Rest wirft sie die Treppe zum Labyrinth hinab. Sie schickt Rose zurück zu Dorca, und Rose zieht dann dort ihre eigene Kleidung wieder an. Dann trifft sie Rose Madder wieder. Diese gibt Rose den Ratschlag, sich gut um ihren neuen Mann zu kümmern. Und sie soll den Baum nicht vergessen. Rose hat keine Ahnung, was ihre Beschützerin damit meint, aber sie erhält von ihr ein kleines Fläschchen mit einer Flüssigkeit, die sie für Bill bräuchte, und wird abermals in ihre Welt zurückgeschickt. Im selben Moment, als Rose und Bill sich anschicken, ihre Weisung zu befolgen, wird Rose Madder wieder wütend und verwandelt sich erneut teilweise in eine Spinne zurück. Dann reißt sie Rose den goldenen Armreif vom Gelenk und mahnt sie zur Eile, da sie nicht wisse, wie lange sie sich noch beherrschen könne.
Als Rose und Bill zurück sind und sie von ihrem Zimmer aus auf das Bild blickt, ist es nur noch ein ganz gewöhnliches Gemälde. Während Bill im Bad ist, füllt sie ihm ein Glas mit Cola und lässt einen Tropfen aus Dorcas Fläschchen hineinfallen. Sie begreift, dass dies Wasser aus dem Fluss des Vergessens ist, vor dem sie Rose Madder gewarnt hatte. Als Bill zurückkehrt und das Glas austrinkt, wirkt der Tropfen sofort. Bill hat alles vergessen, was er vergessen sollte. Dann geht sie ins Bad und wirft die Samenkörner, die sie im Labyrinth fand, in die Toilette. Eines davon bleibt jedoch an ihrer Hand kleben und lässt sich nicht entfernen. Da erinnert sie sich wieder an die Mahnung Rose Madders: Sie dürfe auf keinen Fall den Baum vergessen. Sie versteht es zwar immer noch nicht, ist aber jetzt überzeugt davon, dass dies etwas mit diesem letzten Samenkorn zu tun haben muss. Mit dem Polizeiring von Norman wirft sie das Samenkorn in ihre Handtasche. Danach lässt sie sich ihre Frisur wieder so machen wie früher. Sie braucht nun ihre Rose-Madder-Vorstellung nicht länger. Jetzt kann sie wieder ohne Angst als Rose leben. Das Bild verbrennt sie. Im Herbst bittet Bill seine Rose um ihre Hand, genau auf dem Picknickgelände, wo sie sich zum ersten Mal küssten. Rose nimmt seinen Antrag an, und ihre gemeinsame Tochter, die neun Monate später geboren wird, bekommt den Namen Pamela Gertrude Steiner.
Ihr Leben verläuft zunächst normal. Doch dann leidet Rose zwei Jahre nach der Geburt ihrer Tochter immer häufiger unter grundlosen Wutanfällen. Es kommt ihr so vor, als würde Rose Madder erneut von ihr Besitz ergreifen. Rose lässt die angestaute Wut aus sich heraus, indem sie in einem sogenannten Schlagkäfig mit aller Kraft Baseballschläge übt. Bald wirken sich diese Ausbrüche auch auf ihre Arbeit aus, und als sie in einem Anfall das Blut einer Kollegin trinken will, indem sie ihr in die Kehle beißt, weiß sie nicht, ob sie nicht genauso verrückt wurde wie ihr Mann. Sie weiß nur eines, nämlich, dass sie ihr Alter Ego, Rose Madder, sofort beseitigen muss. Dann erinnert sie sich plötzlich an den Baum, den Rose Madder gemeint haben musste. Allein fährt sie zu dem Platz auf dem Picknickgelände, auf dem sie und Bill die Fuchsfamilie beobachteten. In der Tat ist die alte Füchsin noch da und sie spürt, wie das Tier sie genau beobachtet und dabei zusieht, wie Rose ein kleines Loch gräbt und das letzte Samenkorn zusammen mit Normans Polizeiring darin versenkt. Damit scheint der Bann endgültig gebrochen, denn seit der Pflanzung leidet sie nie mehr unter Wutanfällen. Jedes Jahr besucht sie nun den Baum und immer wieder wird sie auch von der alten Füchsin dabei beobachtet.

## Verknüpfungen mit anderen Werken
- Rose Daniels liest gerne Bücher von Paul Sheldon (aus Sie); in Das Bild liest sie Miserys Reise, ein Buch, das in Sie nicht genannt wurde – hat Paul doch wieder Lust an seiner Misery gefunden?
- Das etwas wild aussehende Mädchen Cynthia Smith, das auch in einen Kampf mit Norman verwickelt wird, ist auch in Desperation und Regulator anzutreffen.
- Auch in Der Straßenvirus zieht nach Norden (Sammlung Im Kabinett des Todes) spielt ein sich veränderndes Bild eine zentrale Rolle; in Der dunkle Turm hat Patrick Danville die Gabe, magische Bilder zu zeichnen; auch Kings Roman Wahn handelt vom Malen (siehe auch Memory).

## Sonstiges
- In seinem autobiographischen Sachbuch Das Leben und das Schreiben nannte King Das Bild zusammen mit dem Roman Schlaflos als Beispiele für aus seiner Sicht „am Reißbrett entworfene Romane“ und „ungelenke, bemühte Versuche“.
- Rose Madder (Originaltitel des Romans) bezeichnet im Englischen den aus dem Färberkrapp gewonnenen Farbton des Kleides der Frau im titelgebenden Bild; dabei spielt King mit der Ähnlichkeit des Begriffs zu mad (durchgedreht, stinkwütend).